# 利維夫喀爾巴阡足球俱樂部
利沃夫喀爾巴阡足球俱樂部（烏克蘭語：Футбольний клуб "Карпати" Львів），是烏克蘭的一家足球俱樂部。位於利沃夫。其名稱來自於喀爾巴阡山脈。多年來一直是烏克蘭實力中游的一支球隊。
利沃夫喀爾巴阡足球俱樂部成立於1963年。俱樂部由一群退休工人創建。他們最初參加蘇聯的乙級足球聯賽。在 4 個賽季之後，1968年，他們得以進入蘇聯最高級別的足球聯賽。1969年8月17日，利沃夫喀爾巴阡奪得了蘇聯杯賽事的錦標。之後在1970–1977年和1980年，利沃夫喀爾巴阡都參加了蘇聯頂級足球聯賽的賽事。1981年，他們與利沃夫的另外一家球隊 SKA Lviv 合併，球隊名稱也改為SKA Karpaty。烏克蘭獨立之後，利沃夫喀爾巴阡參加烏克蘭足球超級聯賽的賽事。他們獲得過一次聯賽第三，並且兩次獲得烏克蘭杯的亞軍，兩次都是在決賽不敵基輔迪納摩。2003–04賽季，俱樂部降級到烏克蘭乙級足球聯賽。不過在兩個賽季之後，他們於2005–06賽季重返烏克蘭足球超級聯賽。

## 標誌歷史
因俱樂部以喀爾巴阡山作為俱樂部的名稱，球隊曾多年使用森林和山脈作為球隊標誌。不過目前球隊已更換標誌，其標誌上的圖案改為了利沃夫市徽上的獅子。俱樂部的暱稱“綠色雄獅”也由來於這一標誌。

## 顏色
球隊的象徵色是綠色和白色。俱樂部在歷史上始終使用這兩種顏色作為球隊象徵，幾乎從未使用過其他顏色。球隊的兩個暱稱“綠色雄獅”和“綠白”也是由此而來。

## 對手
利沃夫喀爾巴阡足球的最大對手是Volyn Lutsk隊，兩隊之間的比賽被稱作Halytsko-Volynske德比。這也是烏克蘭西部最重要的德比賽事，

## 球場

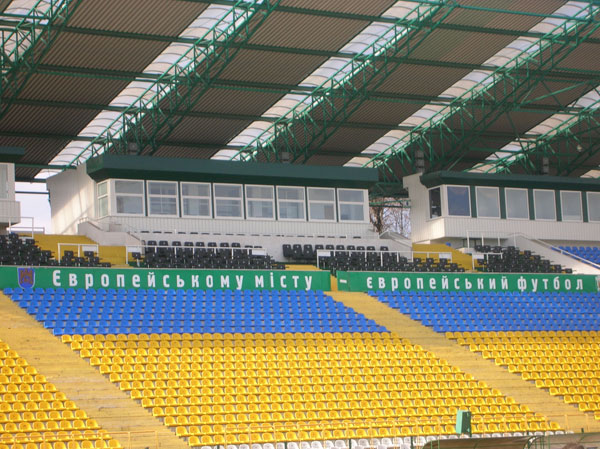
烏克蘭體育場

利沃夫喀爾巴阡足球俱樂部的主場是烏克蘭體育場。球場建於1963年，當時名稱是Druzhba（意為友誼），1992年改為現名。球場曾多次翻修，最近的一次翻修是在2001年。目前球場可容納29,004觀眾。
烏克蘭人體育場曾於1992年舉辦第一屆烏克蘭足球超級聯賽的最後一場比賽，這場比賽中Tavriya Simferopol擊敗了基輔迪納摩。
球場也是烏克蘭國家足球隊的主場之一。2008年9月6日，在這裡舉辦了一場2010年世界杯足球賽預選賽，烏克蘭隊以2-1戰勝了白俄羅斯隊。
2011年12月10日開始，利沃夫喀爾巴阡搬到了他們的新主場利維夫球場。
但一年後又搬回烏克蘭體育場。

## 榮譽

### 蘇聯
- 蘇聯杯
  - 冠軍 (1): 1969年

### 烏克蘭
- 烏克蘭杯
  - 亞軍 (2): 1993年、1999年
- 烏克蘭乙級足球聯賽
  - 亞軍 (1): 2005年

### 非正式比賽
- Copa del Sol
  - 冠軍 (1):2011年

## 外部連結
- 官方網站 （页面存档备份，存于）